# Upplands runinskrifter 914
Upplands runinskrifter 914 är en nästan rektangulär runsten som står vid den gamla landsvägen från Uppsala mot Jumkil. Stenen är gömd bakom en buske på en privat tomt på den södra sidan av vägen.

## Inskriften

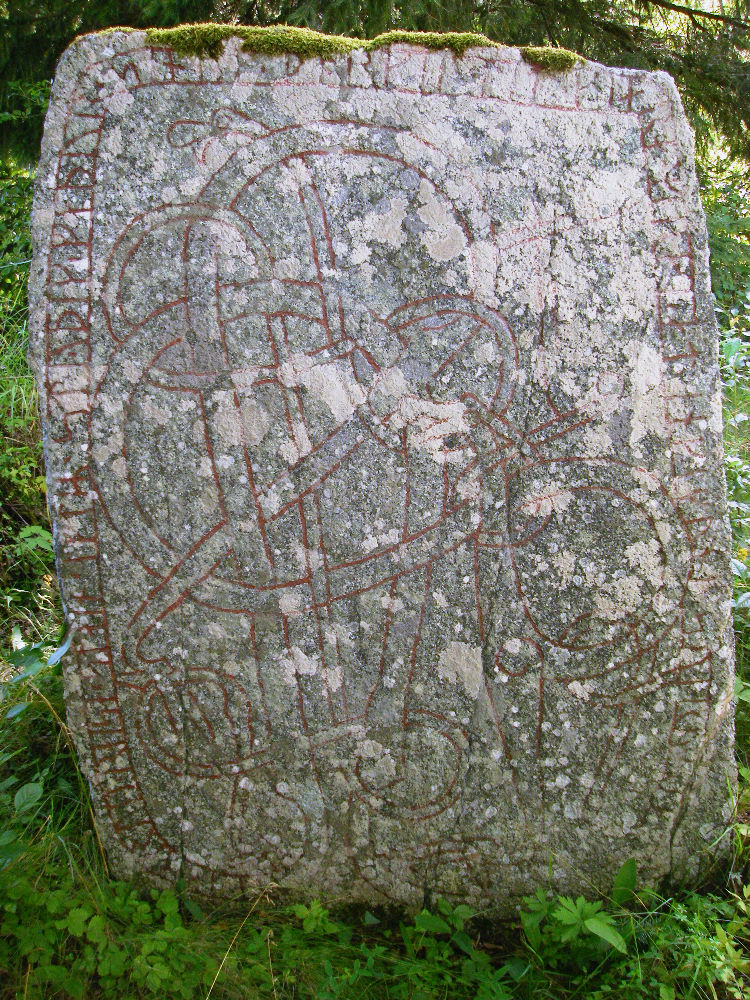
Upplands runinskrifter 914, 2009.

### Inskriften i runor
ᛁᚾᚴᛁᚴᛅᚱ᛫ᛚᛁᛏ᛫ᚱᛅᛁᛋᛅ᛫ᛋᛏᛅᛁᚾ᛫ᛂᚠᛏᛁᛦ᛫ᛋᛏᚤᚦᛁᚴ᛫ᚠᛅᚦᚢᚱ᛫ᛋᛁᚾ᛫ᚢᚴ᛫
ᚦᚭᚱᚴᛂᛚ᛫ᛚᛁᛏ᛫ᚴᛁᛅᚱᛅ᛫ᛘᛂᚱᚴᛁ᛫ᛅᛏ᛫ᛁᚾᚴᛁᚴᚢᚾᛁ᛫ᛋᚢᛁᚱᚢ᛫ᛋᛁᚾ
Translitterering av runraden:
inkikar lit ' raisa ' stain ' eftiʀ ' styþik ' faþur ' sin ' uk ' þorkel ' lit ' kiara ' merki ' at ' inkikuni ' suiru ' sin '
Normalisering till runsvenska:
Ingigærðr/Ingikarr let ræisa stæin æftiʀ Styðing/Støðing, faður sinn, ok Þorkell let gæra mærki at Ingigunni, sværu sina.
Översättning till nusvenska:
Ingegärd lät resa stenen efter Styding, sin fader, och Torkel lät göra minnesmärket efter Ingegunn, sin svärmoder.

## Historia

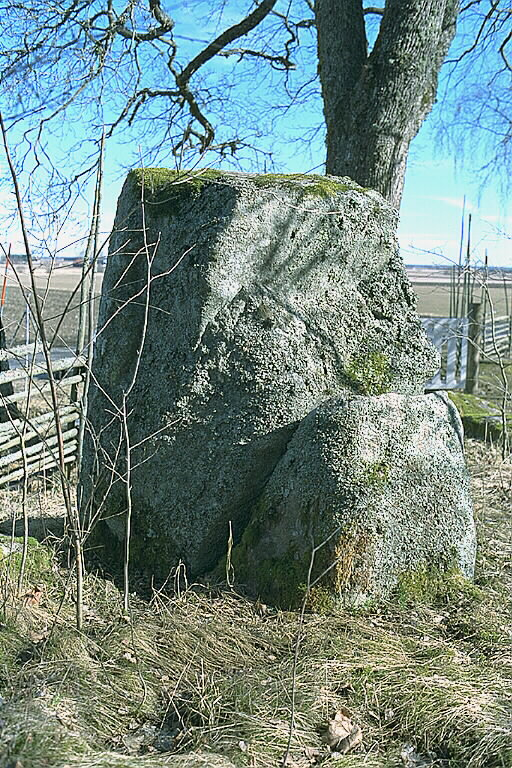
U 914 stöds på baksidan.

Runstenen är rest av Ingegärd och Torkel till minne av hennes föräldrar.
Stenen saknar en rotända och stöds av andra stenar på baksidan. Runslingan är inte signerad, men stil och utformning pekar mot den kända runmästaren Öpir.
Inskriften är formulerad som två oberoende minnesskrifter, ingenting sägs om ett eventuellt släktskap mellan Ingegärd och Torkel eller mellan de döda Styrding och Ingegunn. Ordet föräldrar (forœldrar eller forœldri) kunde inte användas på grund av att det i fornspråken också betyder förfäder. Mansnamnet Styðingʀ finns även på U 948 (stʀþinkr), Ög  25 (stuþikʀ) och med förteckningarna över markegäldsboten från år 1312, skrivet som Stying  (Styinge). Det går inte att avgöra från stavningen vilken vokal, y eller ø fanns i första stavelsen. Om denna namnet på -ingʀ är i samband med namn på Stoð-, som Stoðkell eller Stoðbiorn, då förleden borde ha haft lång vokal Stōð- och namnets äldsta form blivit Støðingʀ. Kvinnonamnet inkikar (Ingigœrðr, utan ð mellan två r) är känd i olika former: ikiker på U 108 och U 753; inkikiari  på U 311; inkikhr  (felristning för inkikar) på U 618. Kvinnonamnet inkikuni (Ingigunnr, Ingiguðr) är unikt. Det finns anledning att tro, att Ingegärd fått sitt namn genom variation efter sin moder Ingegunn. Ett försök till läsning av namnet som ett mansnamn är problematiskt på grund av att Ingekår som mansnamn just är okänt, fast på Sö 194 finns namnet ekimunr (Ingimundr).